# Mie Saabye
Mie Saabye Madsen (født 8. august 2001 i Ry) er en forhenværende elitecykelrytter fra Danmark.

## Karriere
Saabye startede som 10-årig med at køre mountainbike hos Gl. Rye MTB, og skiftede senere til naboklubben Mountainbike Klub Silkeborgs licenshold. Ved EM i mountainbike 2015 blev hun europamester i U15-rækken. Året før var hun blevet danmarksmester.
Ved DM i cykelcross 2017 vandt hun bronzemedalje i eliterækken, kun overgået af Malene Degn og Caroline Bohé. Samme år kørte Mie Saabye sit første landevejsløb, da hun deltog i det nordjyske løb 3 dage i Nord.
Ved de ungdomsolympiske lege 2018 i Buenos Aires vandt hun sammen med Sofie Heby Pedersen guld i holdkonkurrencen i mountainbike og landevejscykling.
I 2018 og 2019 blev Saabye junior-danmarksmester i både linjeløb og enkeltstart.

## Udmærkelser
- Årets cykeltalent i Danmark (2019)[5]